# Хвощівська сільська рада
Хвощі́вська сільська́ ра́да — адміністративно-територіальна одиниця та орган місцевого самоврядування у Славутському районі Хмельницької області. Адміністративний центр — село Хвощівка.

## Загальні відомості
Хвощівська сільська рада утворена в 1919 році.
- Територія ради: 32,93 км²
- Населення ради: 781 особа (станом на 2001 рік)

## Населені пункти
Сільській раді підпорядковані населені пункти:
- с. Хвощівка
- с. Бесідки

## Склад ради
Рада складається з 12 депутатів та голови.
- Голова ради: Яцюк Андрій Зіновійович
- Секретар ради: Касянчук Тетяна Степанівна

### Керівний склад попередніх скликань
| Прізвище, ім'я, по батькові | Основні відомості                                                 | Дата обрання | Дата звільнення |
| --------------------------- | ----------------------------------------------------------------- | ------------ | --------------- |
| Яцюк Андрій Зіновійович     | Сільський голова, 1973 року народження, освіта вища, безпартійний | 26.03.2006   | 31.10.2010      |
| Яцюк Андрій Зіновійович     | Сільський голова, 1973 року народження, освіта вища, безпартійний | 31.10.2010   |                 |

Примітка: таблиця складена за даними сайту Верховної Ради України

### Депутати
За результатами місцевих виборів 2010 року депутатами ради стали:

#### За суб'єктами висування
| Суб'єкт висування           | Кількість обраних депутатів | %    |
| --------------------------- | --------------------------- | ---- |
| Народна партія              | 5                           | 41,7 |
| Самовисування               | 4                           | 33,3 |
| Комуністична партія України | 3                           | 25   |

#### За округами
| № округу                    | Прізвище, ім'я, по батькові | Дата визнання обраним | Освіта             | Партійна приналежність | Відомості про обраного депутата                              |
| --------------------------- | --------------------------- | --------------------- | ------------------ | ---------------------- | ------------------------------------------------------------ |
| Комуністична партія України |                             |                       |                    |                        |                                                              |
| 1                           | Касянчук Тетяна Степанівна  | 01.11.2010            | вища               | позапартійна           | Хвощівська сільська рада, секретар                           |
| 3                           | Ткачук Марія Василівна      | 01.11.2010            | вища               | позапартійна           | ПП СГП «Хвощівка», агроном                                   |
| 10                          | Василець Галина Давидівна   | 01.11.2010            | середня            | позапартійна           | пенсіонер                                                    |
| Народна Партія              |                             |                       |                    |                        |                                                              |
| 4                           | Миронюк Сергій Іванович     | 01.11.2010            | вища               | член Народної партії   | ПП СГП «Хвощівка», зоотехнік                                 |
| 5                           | Скачков Ганна Сергіївна     | 01.11.2010            | середня            | член Народної партії   | ПП СГП «Хвощівка», касир                                     |
| 6                           | Поліщук Віра Іванівна       | 01.11.2010            | середня            | член Народної партії   | Магазин с. Хвощівка, приватний підприємець                   |
| 8                           | Гнесь Валентина Денисівна   | 01.11.2010            | середня            | член Народної партії   | Фельдшерсько-акушерський пункт с. Бесідки, молодша медсестра |
| 9                           | Лінкевич Наталія Віталіївна | 01.11.2010            | середня            | член Народної партії   | СТОВ «Бесідки», дояр                                         |
| Самовисування               |                             |                       |                    |                        |                                                              |
| 2                           | Семенюк Ніна Миколаївна     | 01.11.2010            | вища               | член Партії регіонів   | Хвощівський сільський будинок культури, директор             |
| 7                           | Матвійчук Тетяна Миколаївна | 01.11.2010            | середня спеціальна | позапартійна           | Хвощівська загальноосвітня школа I-III ст., кухар            |
| 11                          | Власюк Тетяна Олександрівна | 01.11.2010            | середня            | позапартійна           | Славутський територіальний центр, соціальний працівник       |
| 12                          | Кравчук Галина Зіновіївна   | 01.11.2010            | середня            | позапартійна           | Хвощівська загальноосвітня школа I-III ст., техпрацівник     |

## Господарська діяльність
Основним видом господарської діяльності сільської ради є сільськогосподарське виробництво.

## Населення
Згідно з переписом УРСР 1989 року чисельність наявного населення сільської ради становила 999 осіб, з яких 413 чоловіків та 586 жінок.
За переписом населення України 2001 року в сільській раді мешкало 780 осіб.

### Мова
Розподіл населення за рідною мовою за даними перепису 2001 року:
| Мова       | Відсоток |
| ---------- | -------- |
| українська | 99,74 %  |
| російська  | 0,26 %   |